# Jonathan Silva
Jonathan Cristian Silva (La Plata, 29 juni 1994) is een Argentijns voetballer die doorgaans als linksback speelt. Hij verruilde Sporting Lissabon in juli 2019 voor CD Leganés, dat hem in het voorgaande seizoen al huurde. Silva debuteerde in 2014 in het Argentijns voetbalelftal.

## Clubcarrière
Silva stroomde in het seizoen 2011/12 door vanuit de jeugd van Estudiantes, op dat moment actief in de Argentijnse Primera División. In zijn debuutjaar kwam hij tot drie optredens in competitieverband. Het seizoen erop speelde hij zestien competitieduels.

## Clubstatistieken
| Seizoen | Club              | Competitie       | Competitie | Competitie | Beker | Beker | Internationaal | Internationaal | Totaal | Totaal |
| Seizoen | Club              | Competitie       | Wed.       | Dlp.       | Wed.  | Dlp.  | Wed.           | Dlp.           | Wed.   | Dlp.   |
| ------- | ----------------- | ---------------- | ---------- | ---------- | ----- | ----- | -------------- | -------------- | ------ | ------ |
| 2011/12 | Estudiantes       | Primera División | 3          | 0          | 0     | 0     | —              | —              | 3      | 0      |
| 2012/13 | Estudiantes       | Primera División | 16         | 0          | 3     | 0     | —              | —              | 19     | 0      |
| 2013/14 | Estudiantes       | Primera División | 35         | 0          | 1     | 0     | —              | —              | 36     | 0      |
| 2014/15 | Sporting Lissabon | Primeira Liga    | 11         | 1          | 4     | 0     | 4              | 1              | 19     | 2      |
| 2015/16 | Sporting Lissabon | Primeira Liga    | 4          | 0          | 0     | 0     | 5              | 0              | 9      | 0      |
| 2016    | → Boca Juniors    | Primera División | 15         | 1          | 2     | 0     | 5              | 0              | 22     | 1      |
| 2016/17 | → Boca Juniors    | Primera División | 13         | 1          | 0     | 0     | —              | —              | 13     | 1      |
| 2017/18 | Sporting Lissabon | Primeira Liga    | 6          | 0          | 2     | 0     | 4              | 0              | 12     | 0      |
| 2017/18 | → AS Roma         | Serie A          | 2          | 0          | 0     | 0     | 0              | 0              | 2      | 0      |
| 2018/19 | → CD Leganés      | Primera División | 30         | 3          | 3     | 0     | –              | –              | 33     | 3      |
| 2019/20 | CD Leganés        | Primera División | 7          | 0          | 0     | 0     | –              | –              | 7      | 0      |
| Totaal  | Totaal            | Totaal           | 142        | 6          | 15    | 0     | 18             | 1              | 175    | 7      |

Bijgewerkt t/m 10 oktober 2019
1 Soriano ·
2 Altimira ·
3 Sáenz ·
4 Porozo ·
5 Tapia ·
6 González  ·
7 Rodríguez ·
8 Cissé ·
9 De la Fuente ·
10 Raba ·
11 Cruz ·
12 Rosier ·
13 Dmitrović ·
14 Brašanac ·
15 Franquesa ·
17 Neyou ·
18 Haller ·
19 D. García ·
20 Hernández ·
21 López ·
22 Nastasić ·
23 El Haddadi ·
24 Chicco ·
27 N. García ·
36 Abajas ·
Coach: Jiménez